# Ángel Schandlein
Ángel Osvaldo Schandlein (lub Schadlein) (ur. 1934, zm. 4 kwietnia 1998) – piłkarz argentyński, obrońca, pomocnik.
Schandlein w 1951 roku został piłkarzem klubu Gimnasia y Esgrima La Plata, któremu w 1952 roku pomógł zdobyć mistrzostwo drugiej ligi.
Jako gracz klubu Gimnasia y Esgrima wziął udział w turnieju Copa América 1957, gdzie Argentyna zdobyła mistrzostwo Ameryki Południowej. Schandlein zagrał we wszystkich sześciu meczach – z Kolumbią (w 65 minucie zmienił go Adolfo Benegas), Ekwadorem, Urugwajem, Chile, Brazylią i Peru.
W 1958 roku został graczem klubu Boca Juniors – zadebiutował 23 marca w zremisowanym 1:1 meczu przeciwko Argentinos Juniors Buenos Aires, a ostatni raz w barwach Boca Juniors wystąpił 31 maja 1959 roku w zremisowanym 1:1 meczu z Ferro Carril Oeste. W Boca Juniors Schandlein rozegrał 23 mecze (2070 minut) i nie zdobył żadnej bramki. W lidze w barwach Boca Juniors zagrał 18 razy.
W lidze argentyńskiej Schandlein rozegrał łącznie 188 meczów i zdobył 1 bramkę. Następnie wyjechał do Meksyku, gdzie grał w klubie Club América.